# كاثلين لونسدال
كاثلين لونسدال (بالإنجليزية: Kathleen Lonsdale)‏ (ولدت بتاريخ 28 يناير 1903 - 1 أبريل 1971) كانت عالمة بلورات بريطانية، والتي أثبت بأن حلقة البنزين مُسطحة بواسطة دراسة البلورات بالأشعة السينية في عام 1929.

## روابط خارجية
- كاثلين لونسدال على موقع الموسوعة البريطانية (الإنجليزية)